# Guastatoya
Guastatoya (auch El Progreso) ist eine Stadt in Guatemala und Verwaltungssitz des Departamentos El Progreso sowie der Großgemeinde (Municipio) Guastatoya, welche 262 km² umfasst und etwa 20.000 Einwohner hat.

## Lage und Klima
Die Stadt liegt etwa 75 km nordöstlich von Guatemala-Stadt auf 515 m Höhe. Man erreicht Guastatoya über die Fernstraße zum Atlantik (CA 9). Guastatoya liegt kurz vor Beginn des Motagua-Tales am Río Sanarate (oder Río Guastatoya). Das Klima ist trocken und heiß, die Temperaturen bewegen sich zwischen 24 und 39 °C. Mehr als 44 Regentage im Jahr sind ungewöhnlich.
Das Municipio besteht neben der Hauptstadt aus den 16 Landgemeinden (Aldeas) El Naranjo, Casas Viejas, Anshagua, Santa Lucía, Corral Viejo, El Barreal, San Rafael, Las Morales, Santa Rita, Tierra Blanca, Patache, Chilzapote, Lagunetas, Palo Amontonado, El Obraje und El Subinal.
Angrenzende Municipios sind Morazán im Norden, San Agustín Acasaguastlán im Nordosten, El Jícaro im Osten, Sansare im Süden und Sanarate im Westen.

## Wirtschaft und Tourismus
Die Landwirtschaft kann sich auf Grund der steinigen und trockenen Böden schlecht entfalten. Angebaut werden Bohnen, Mais, Tomaten und verschiedene Zitrusfrüchte. Von Bedeutung ist das Handwerk. Guastatoya ist für die Herstellung von Hüten bekannt. Einige unrentable Zementwerke haben größere Umweltschäden verursacht.
Der Tourismus ist von untergeordneter Bedeutung. Die Stadt profitiert etwas vom Durchgangsverkehr auf der nahen Fernverkehrsstraße. Da die parallel dazu verlaufende Eisenbahnstrecke zum Atlantik zuletzt nur noch für den Frachtverkehr genutzt wurde, ist Guastatoyas Bahnhof nicht mehr in Betrieb. Es gibt jedoch Planungen für eine Wiederaufnahme des Bahnverkehrs zu touristischen Zwecken. In der Stadt befindet sich der sehenswerte Zentralpark (Parque Central). In der Umgebung gibt es fünf Wasserparks (Balnearios).

## Geschichte
In der Kolonialzeit gehörte das damalige Dorf zum Corregimiento de Chiquimula. 1873 kam es zum Departamento Jalapa. Nachdem man im Jahr 1908 das Departamento El Progreso gegründet hatte, wurde Guastatoya dessen Hauptstadt. Die Versuche, Guastatoya nach dem Namen des Departamentos umzubenennen, sind de facto gescheitert. Auf Landkarten findet sich verschiedentlich die Bezeichnung „El Progreso (Guastatoya)“.

## Sport
Guastatoya besitzt mit dem Club Deportivo Guastatoya einen Fußballverein, der derzeit (Stand Juni 2019) in der ersten guatemaltekischen Liga, der Liga Nacional de Fútbol de Guatemala, spielt. Die Heimspiele werden im Estadio David Cordón Hichos ausgetragen, dass über eine Kapazität von 5.000 Plätzen verfügt.